# Hangaladahosahalli, Gundlupet
Hangaladahosahalli là một làng thuộc tehsil Gundlupet, huyện Chamarajanagar, bang Karnataka, Ấn Độ.